# Yamaha YM3014B

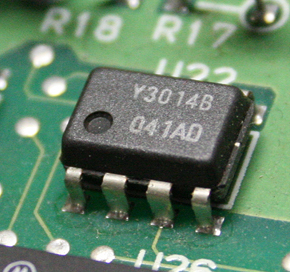
Lo Yamaha YM3014B

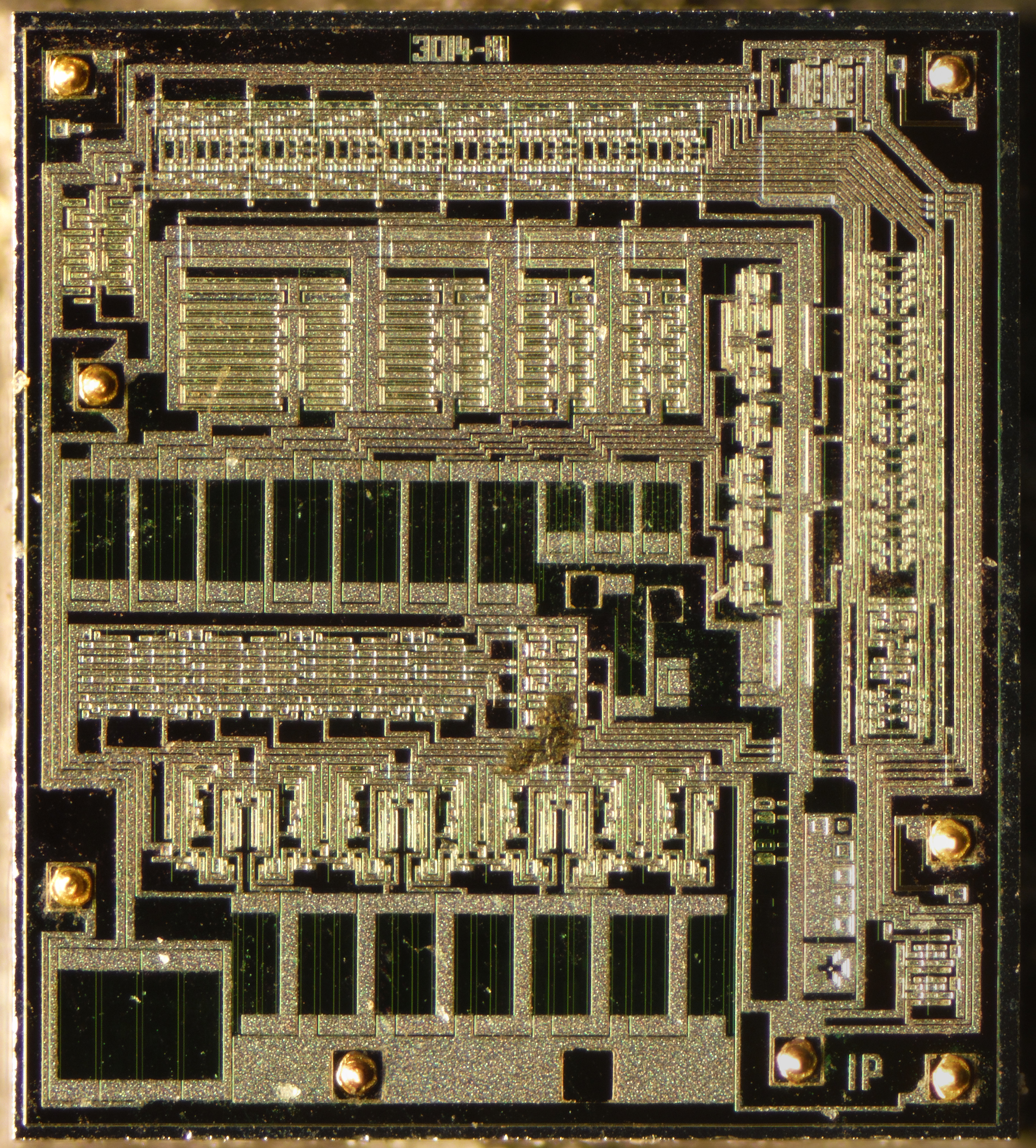
YM3014B

L'YM3014B, noto anche come DAC-SS, è un convertitore analogico-digitale (DAC, da Digital-to-Analog Converter) in virgola mobile prodotto da Yamaha Corporation. Esso genera un segnale in uscita di tipo analogico (con un intervallo dinamico di 16 bit) contenente una mantissa a 10 bit ed un esponente a 3 bit partendo da un singolo segnale seriale di ingresso.
Il chip è stato usato abbinato a diversi chip sonori prodotti da Yamaha, compresi l'YM2203 e l'YM3812.